# Stefan Struve
Stefan Jaimy Struve, född 18 februari 1988 i Beverwijk, är en nederländsk före detta MMA-utövare som tävlade i organisationen Ultimate Fighting Championship. 

## Karriär
Efter en kort pensionering från sporten i februari 2019 skrev Struve på ett nytt sexmatchers-kontrakt med UFC. Den första matchen på det nya kontraktet var mot Ben Rothwell vid UFC on ESPN 7 den 7 december 2019. En match Struve förlorade något kontroversiellt via TKO då domaren Dan Miragliotta aktivt uppmuntrade honom att fortsätta efter en andra hård spark i grenen trots att Struve i det läget inte verkade ha bestämt sig.